# Keyworth Stadium
Das Keyworth Stadium ist ein American-Football- und Fußballstadion in der US-amerikanischen Stadt Hamtramck, Metro Detroit, im Bundesstaat Michigan. 

## Geschichte
Das Keyworth Stadium war ein Projekt der Works Progress Administration (WPA) und ist im Besitz des Schuldistrikts Hamtramck Public Schools. Es wurde am 15. Oktober 1936 von US-Präsident Franklin D. Roosevelt eingeweiht. Im Präsidentschaftswahlkampf 1960 hielt John F. Kennedy am 26. Oktober eine Rede im Keyworth Stadium.
Der 2012 gegründete Fußballclub Detroit City FC (Spitzname: Le Rouge) startete am 29. Oktober 2015 ein Crowdfunding zur Renovierung des Stadions, um dort seine Heimspiele austragen zu können. Am 5. Februar 2016 gab der Detroit City FC bekannt, dass die Mindestsumme von 400.000 US-Dollar zusammengekommen sei. Damit konnte die Renovierung beginnen. Bis zum Ende der Aktion am 15. Februar um 23:59 Uhr steigerte sich die Summe auf 741.250 US-Dollar. Der Club wollte zwischen 400.000 und 750.000 US-Dollar für die Renovierung einnehmen. Der Detroit City FC hatte sich bei dem Projekt mit Sidewalk Ventures LLC, MichiganFunders und Hamtramck Public Schools zusammengetan. Es gab 527 verifizierte Investoren aus Michigan. Rechtzeitig bis zum Saisonbeginn im Mai 2016 wurden Arbeiten an den Tribünen, Umkleidekabinen, Toiletten und dem Flutlicht durchgeführt. Am 20. Mai 2016 feierte der DCFC Premiere in seiner neuen Heimspielstätte. Die Begegnung mit dem AFC Ann Arbor (1:1) sahen 7410 Zuschauer. Am 31. Juli 2018 war Frosinone Calcio aus der italienischen Serie A zu Gast. Le Rouge unterlag mit 0:10. Dabei stellten 7887 Zuschauer einen neuen Besucherrekord auf. Es gab im Keyworth Stadium weitere Freundschaftsspiele, wie u. a. gegen den mexikanischen Club Necaxa (1:2) und den FC St. Pauli (2:6). Am 11. September 2020 verkündete die National Independent Soccer Association (NISA), dass das NISA-Herbstturnier 2020 im Keyworth Stadium stattfinden werde.
Die Frauenmannschaft des Detroit City FC Women aus der 2022 startenden USL W League ist ebenfalls im Keyworth Stadium beheimatet.
Das Keyworth Stadium bietet heute 7933 Plätze. Das Spielfeld ist aus Kunstrasen und es besitzt eine Flutlichtanlage.